# جيس غنام
جيس غنام هو عالم نفسٍ وأستاذٌ جامعيٌ فلسطيني أمريكي، ينشط في العديد من المنظمات غير الحكوميَّة ضمن العمل الإنساني، وخصوصًا في قطاع غزة. يعمل أيضًا أستاذًا سريريًا متطوعًا في جامعة كاليفورنيا في سان فرانسيسكو.

## سيرته
حصل جيس غنام على بكالوريوس في علم النفس من جامعة ميشيغان عام 1979، كما حصل على درجة الماجستير في علم النفس، وماجستير في العلوم الطبيَّة، ودكتوراه في علم النفس السريري من جامعة كاليفورنيا في بيركلي. كان أيضًا زميلًا في مرحلة ما بعد الدكتوراه في علم النفس بجامعة ستانفورد في كاليفورنيا.
عمل منذ أوائل تسعينيات القرن العشرين بكثافةٍ في مجال التطوير الطبي في الأراضي الفلسطينية المحتلة، وخصوصًا في الضفة الغربية وقطاع غزة. وهو عضوٌ في مجلس إدارة عيادة غزة الصحية المجتمعيَّة، وأنشأ عياداتٍ طبية في مدن وبلدات في جميع أنحاء قطاع غزة، وخصوصًا غزة (توضيح) وخان يونس وجباليا ودير البلح.
كان جيس أيضًا الرئيس السابق لفرع سان فرانسيسكو للجنة الأمريكية العربية لمكافحة التمييز، وعضو في اللجنة التنفيذية الدولية لائتلاف العودة من أجل حق العودة الفلسطيني. وهو أيضًا مُقدّم مشارك لبرنامج «Arab Talk with Jess and Jamal» (بالعربية: حديث عربي مع جيس وجمال)، وهو برنامجٌ إذاعي من منطقة خليج سان فرانسيسكو يتناول شؤون الشرق الأوسط، مع زميله المعلق الفلسطيني الأمريكي جمال الدجاني.